# John Lewis (politico)
John Robert Lewis (Troy, 21 febbraio 1940 – Atlanta, 17 luglio 2020) è stato un politico statunitense, membro della Camera dei Rappresentanti per lo stato della Georgia dal 1987 alla morte.

## Biografia
Nato in Alabama, Lewis studiò nel Tennessee e successivamente cominciò a praticare attivismo politico. Le sue lotte contro le discriminazioni razziali ne fecero uno dei leader del movimento per diritti civili afroamericani. Nel 1963 fu uno dei Big Six che parteciparono alla Marcia su Washington per il lavoro e la libertà. Nel 1965 Lewis organizzò alcuni degli sforzi per la registrazione degli elettori durante la campagna per il diritto di voto a Selma e divenne noto a livello nazionale per il suo ruolo di primo piano nelle marce da Selma a Montgomery.
Il 7 marzo 1965 - un giorno che sarebbe diventato noto come “domenica di sangue” - Lewis e il collega attivista Hosea Williams guidarono oltre 600 marciatori attraverso l'Edmund Pettus Bridge a Selma, in Alabama. Alla fine del ponte e al confine tra città e contea, furono accolti dalle truppe dello Stato dell'Alabama che ordinarono loro di disperdersi. Quando i marciatori si fermarono a pregare, la polizia lanciò gas lacrimogeni e le truppe a cavallo caricarono i manifestanti, picchiandoli con manganelli. Lewis riportò una frattura al cranio, ma fu aiutato a fuggire attraverso il ponte fino alla Brown Chapel, una chiesa di Selma che fungeva da quartier generale del movimento. Lewis portò cicatrici sulla testa per il resto della sua vita.
Il 4 aprile 1968 invitò e organizzò il comizio memorabile di Robert Kennedy a Indianapolis, nel quale lui bianco dette notizia dell'omicidio di Martin Luther King a una folla di neri. Nel 1977 entrò in politica proseguendo l'opera dei due leader uccisi, con il Partito Democratico, e si candidò alla Camera dei rappresentanti, ma perse le primarie contro Wyche Fowler. Dopo la sconfitta, Lewis accettò un incarico nell'amministrazione presidenziale di Jimmy Carter e nel 1981 venne eletto all'interno del consiglio comunale di Atlanta.
Nel 1986 Fowler lasciò la Camera dopo essere stato eletto al Senato e Lewis decise di concorrere nuovamente per il seggio, riuscendo a vincere. Da allora venne sempre rieletto con elevate percentuali. Ideologicamente schierato come progressista, nel 2011 Lewis venne insignito della medaglia presidenziale della libertà. Coniugato con Lillian Miles, rimase vedovo nel dicembre del 2012. Il 29 dicembre 2019 annunciò pubblicamente di avere un cancro al pancreas al quarto stadio. La malattia lo portò alla morte il 17 luglio 2020, all'età di 80 anni.